# Бренон
Бренон (фр. Brenon) насеље је и општина у Француској у региону Прованса-Алпи-Азурна обала, у департману Вар која припада префектури Драгињан.
По подацима из 2011. године у општини је живело 21 становника, а густина насељености је износила 3,76 становника/km². Општина се простире на површини од 5,59 km². Налази се на средњој надморској висини од 900 метара (максималној 1.264 m, а минималној 782 m).

## Демографија
| 1962. | 1968. | 1975. | 1982. | 1990. | 1999. | 2011. |
| ----- | ----- | ----- | ----- | ----- | ----- | ----- |
| 13    | 15    | 15    | 16    | 14    | 22    | 21    |

График промене броја становника у току последњих година